# آنتیاس‌ها
آنتیاس‌ها (نام علمی: Anthiinae) نام یک زیرخانواده از تیره هامورماهیان است.